# Sieć energetyczna
Sieć energetyczna – zestaw urządzeń i instalacji służący do przesyłania lub dystrybucji nośników energetycznych.
Sieci energetyczne dzieli się na:
- ciepłownicze
- elektroenergetyczne
- paliwowe (w tym gazowe).

W Polsce przyłączenie do danego rodzaju sieci regulowane jest ustawą „Prawo energetyczne” z dnia 10 kwietnia 1997 r.
Jest to rozwiązanie odmienne od stosowanego np. w USA, gdzie obowiązują w tej materii ustawy deregulacyjne, pozwalające na bardziej otwarty dostęp do sieci energetycznych.
1. Sieci ciepłownicze dzieli się ze względu na:
  1. typ odbiorcy: komunalne i przemysłowe
  2. wysokość ciśnienia w sieci
  3. nośnik: para wodna, woda, solanka itp.
2. Sieci elektroenergetyczne dzieli się ze względu na:
  1. rodzaj prądu: zmiennoprądowe AC i stałoprądowe DC
  2. wysokość napięcia: niskich napięć (nn) < 1kV, średnich napięć (SN) < 60 kV, wysokich napięć (WN) ≤ 220 kV i najwyższych napięć (NN) ≤ 400 kV
  3. układ sieciowy: TN-C, TN-S, TN-C-S, TT, IT
3. Sieci paliwowe dzielą się ze względu na:
  1. rodzaj paliwa: ropociągi, gazociągi
  2. ciśnienie w sieci